# Oreogrammitis ahenobarba
Oreogrammitis ahenobarba là một loài dương xỉ trong họ Polypodiaceae. Loài này được Parris & Sundue mô tả khoa học đầu tiên năm 2020.